# HD 189195
HD 189195，又名CD-3813802，SAO 211719、HR 7629，是一颗恒星，视星等为5.95，位于銀經2.86，銀緯-29.15，其B1900.0坐标为赤經19h 53m 37.8s，赤緯-37° -29.15′ 25″。